# Andre Berto
Andre Michael Berto (Winter Haven, 7 de setembro de 1983) é um boxeador profissional americano, duas vezes campeão mundial dos meio-médios e ex-campeão interino dos meio-médios pela WBA.

## Vida Pessoal
Berto cresceu em Modesto, California, ao lados dos seus seis irmãos. Berto foi introduzido no boxe pelo seu pai após diversas brigas na escola. Dieuseul, foi um lutador profissional de MMA e ensinou Berto o esporte na escola Winter Haven.  Para Berto, o boxe se tornou uma forma de se afastar de problemas. Seu irmão, James Edson Berto, é um profissional do MMA. Berto é muitas vezes chamado de "Mike", seu nome do meio.

## Carreira Amadora
Como amador, Berto venceu a medalha de bronze no campeonato mundial amador em 2003. Também foi duas vezes campeão nacional amador, duas vezes campeão nacional escolar, e outras três vezes medalhista do campeonato amador americano. Berto venceu 22 títulos estaduais na Florida.

### Olimpíadas de 2004
Berto era um dos favoritos a conquistar medalha na olimpíada de 2004. Porém ele foi desqualificado na primeira rodada do pré-olimpíco ao jogar Juan McPherson chão. Berto estava vencendo a luta antes do incidente. Berto protestou da decisão e lhe foi permitido avançar até a próxima rodada. Berto venceu a segunda luta, mas o comitê olimpíco voltou atrás e manteve a desclassificação de Berto na primeira rodada. Devido aos seus pais serem do Haiti, Berto pode manter seu sonho olímpico vivo, competindo por outro país. Ele conseguiu a cidadania haitiana e se classificou às olimpíadas. Berto perdeu na primeira rodada para Xavier Noel da França.

## Carreira profissional

### Meio Médios
De dezembro de 2004 a outubro de 2006, Berto venceu 15 lutas, sendo 13 por nocaute. Ele foi nomeado pela ESPN.com o prospecto de 2006.

#### Título dos Meio Médios

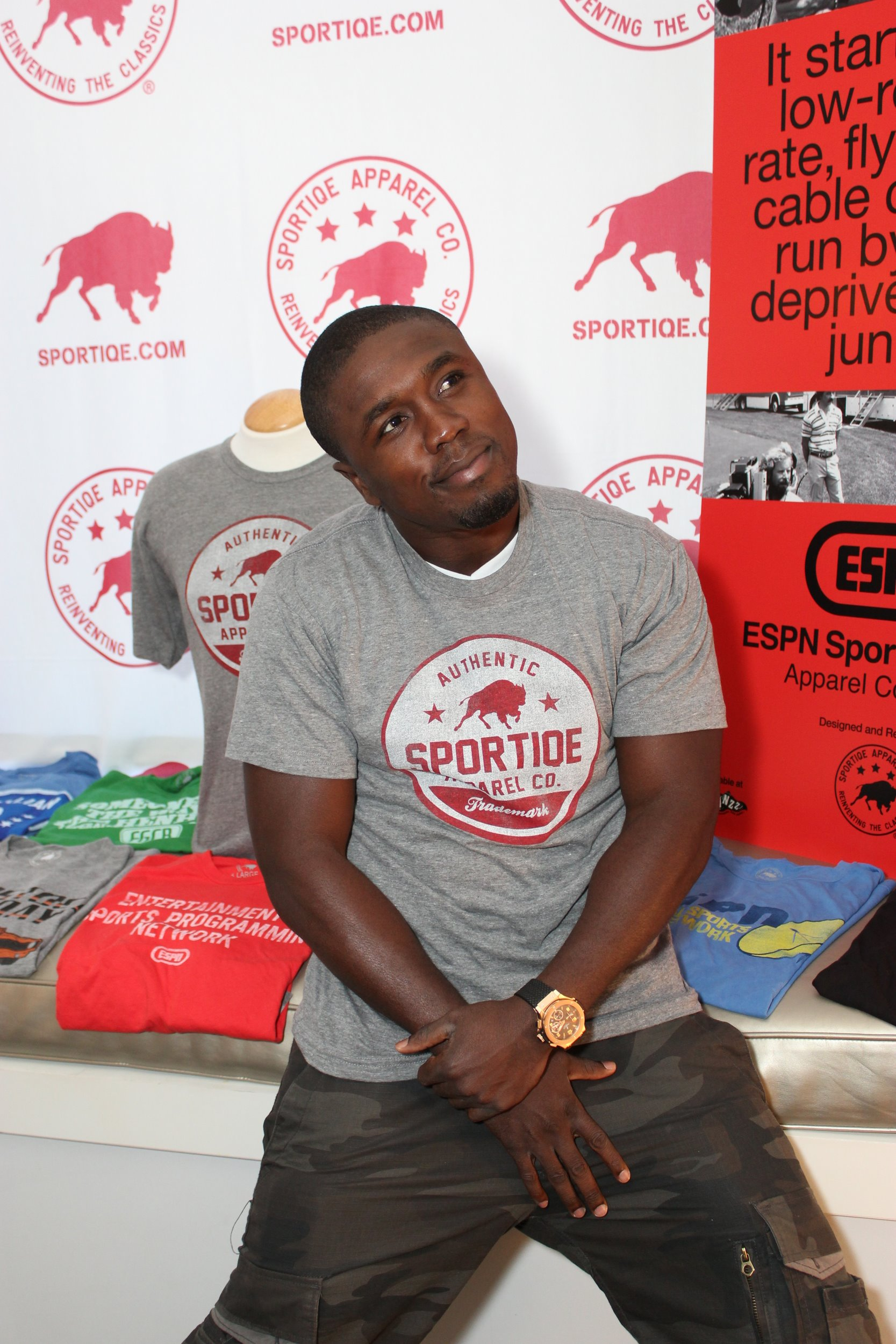
Andre Berto em 2011

Em 21 de junho de 2008, Berto conquistou o título dos meio médios WBC após derrotar Miguel Rodriguez com um TKO no sétimo round. Berto conseguiu defender seu título cinco vezes entre 2008 e 2011.

### Berto vs Ortiz
Em abril de 2011 Berto perdeu seu título para Victor Ortiz. Ortiz derrotou Berto por decisão unânime numa luta considerada a melhor do ano pela revista RING. A luta teve 4 knockdowns.

### Testando positivo para substâncias ilícitas
No meio de maio de 2012, Berto testou positivo para uma substância ilícita. Berto havia derrotado Dejan Zavec em setembro de 2011 e esperava uma revanche com Ortiz, que foi cancelada. Berto alegou inocência e culpou o teste positivo por uma contaminação no laboratório.

### Retorno ao Ringue
Ao retornar depois da suspensão, Berto foi derrotado duas vezes consecutivas. Para Robert Guerrero em 2012 e Jesus Soto Karass em 2013. Berto mudou de treinador e conseguiu duas vitórias seguidas. Contra o desconhecido Steve Upsher Chambers em 2014 e diante do ex-campeão mundial Josesito Lopez em 2015.

### Berto vs Mayweather
Em 12 de setembro de 2015, diante de 16 mil pessoas na plateia do MGM Grand Garden Arena em Las Vegas, Andre Berto foi derrotado pelo pugilista Floyd "Money" Mayweather Jr. por decisão unânime dos juízes (111-117, 110-118, 108-120) perdendo o título de campeão interino dos meio-médios pela WBA. Berto acertou apenas 17 golpes no adversário durante os 12 rounds previstos. Nessa luta "Money" alcançou a incrível marca de 49 vitórias, 0 empates e 0 derrotas em seu cartel, igualando-se ao lendário peso-pesado Rocky Marciano. Ainda nessa marcante noite, Floyd Mayweather Jr. anunciou sua aposentadoria dos ringues aos 38 anos de idade com a seguinte frase:  
"Não vou lutar novamente. Minha carreira acabou. Isso é oficial. Primeiro quero agradecer a Deus pela vitória, aos meus fãs que me dão suporte. Por 19 anos, eu fiz tudo para esses fãs. Eu deixo o esporte veloz, em forma. Sou o melhor, fui o melhor, o mais inteligente e sou o que mais fez dinheiro."

### Cartel no Boxe
| 30 Vitórias (22 knockouts, 7 por decisão), 4 Derrotas (1 knockout, 3 decisions), 0 Empates |        |                        |      |               |            |                                                            |                                                              |
| Res.                                                                                       | Record | Opponent               | Type | Rd., Time     | Date       | Location                                                   | Notes                                                        |
| Derrota                                                                                    | 30-4   | Floyd Mayweather Jr.   | UD   | 12 (12)       | 2015-9-12  | MGM Grand Hotel & Casino, Las Vegas, Nevada                | Disputa do WBA (Super), WBC & The Ring Welterweight títulos. |
| Vitória                                                                                    | 30-3   | Josesito Lopez         | TKO  | 6 (12), 1:02  | 2015-03-13 | Citizens Business Bank Arena, Ontario, California          | Venceu Interim WBA Welterweight título.                      |
| Vitória                                                                                    | 29-3   | Steve Upsher Chambers  | UD   | 10            | 2014-09-06 | U.S. Bank Arena, Cincinnati, Ohio                          |                                                              |
| Derrota                                                                                    | 28–3   | Jesús Soto Karass      | TKO  | 12 (12)       | 2013-07-27 | AT&T Center, San Antonio, Texas                            | Pelo vacante NABF Welterweight título.                       |
| Derrota                                                                                    | 28–2   | Robert Guerrero        | UD   | 12            | 2012-11-24 | Citizens Business Bank Arena, Ontario, California          | Pelo Interino WBC Welterweight título.                       |
| Vitória                                                                                    | 28–1   | Jan Zaveck             | TKO  | 5 (12)        | 2011-09-03 | Beau Rivage Resort & Casino, Biloxi, Mississippi           | Venceu IBF Welterweight título.                              |
| Derrota                                                                                    | 27–1   | Victor Ortiz           | UD   | 12            | 2011-04-16 | Foxwoods Resort Casino, Mashantucket, Connecticut          | Perdeu WBC Welterweight título.                              |
| Vitória                                                                                    | 27–0   | Freddy Hernández       | TKO  | 1 (12), 2:07  | 2010-11-27 | MGM Grand Hotel & Casino, Las Vegas, Nevada                | Reteve WBC Welterweight título.                              |
| Vitória                                                                                    | 26–0   | Carlos Quintana        | TKO  | 8 (12), 2:16  | 2010-04-10 | BankAtlantic Center, Sunrise, Florida                      | Reteve WBC Welterweight título.                              |
| Vitória                                                                                    | 25–0   | Juan Urango            | UD   | 12            | 2009-05-30 | Seminole Hard Rock Hotel & Casino, Hollywood, Florida      | Reteve WBC Welterweight título.                              |
| Vitória                                                                                    | 24–0   | Luis Collazo           | UD   | 12            | 2009-01-17 | Beau Rivage Resort & Casino, Biloxi, Mississippi           | Reteve WBC Welterweight título.                              |
| Vitória                                                                                    | 23–0   | Steve Forbes           | UD   | 12            | 2008-09-27 | The Home Depot Center, Carson, California                  | Reteve WBC Welterweight título.                              |
| Vitória                                                                                    | 22–0   | Miguel Angel Rodriguez | TKO  | 7 (12), 2:13  | 2008-06-21 | FedExForum, Memphis, Tennessee                             | Venceu vacante WBC Welterweight título.                      |
| Vitória                                                                                    | 21–0   | Michel Trabant         | RTD  | 6 (10), 3:00  | 2008-02-09 | Pechanga Resort & Casino, Temecula, California             | Reteve NABF Welterweight título.                             |
| Vitória                                                                                    | 20–0   | David Estrada          | TKO  | 11 (12), 1:17 | 2007-09-29 | Boardwalk Hall, Atlantic City, New Jersey                  | Venceu vacante NABF Welterweight título.                     |
| Vitória                                                                                    | 19–0   | Cosme Rivera           | UD   | 10            | 2007-07-27 | Saratoga Springs City Center, Saratoga Springs, New York   |                                                              |
| Vitória                                                                                    | 18–0   | Martinus Clay          | TKO  | 7 (10), 2:15  | 2007-05-19 | FedEx Forum, Memphis, Tennessee                            |                                                              |
| Vitória                                                                                    | 17–0   | Norberto Bravo         | TKO  | 1 (10), 2:28  | 2007-02-17 | Hammerstein Ballroom, New York, New York                   |                                                              |
| Vitória                                                                                    | 16–0   | Miguel Figueroa        | TKO  | 6 (10), 1:59  | 2006-12-09 | Alltel Arena, North Little Rock, Arkansas                  |                                                              |
| Vitória                                                                                    | 15–0   | James Crayton          | KO   | 5 (8), 0:34   | 2006-10-21 | Don Haskins Center, El Paso, Texas                         |                                                              |
| Vitória                                                                                    | 14–0   | Roberto Valenzuela     | TKO  | 1 (8), 2:19   | 2006-08-05 | Madison Square Garden, New York, New York                  |                                                              |
| Vitória                                                                                    | 13–0   | Sammy Sparkman         | TKO  | 2 (10), 2:50  | 2006-06-17 | FedEx Forum, Memphis, Tennessee                            |                                                              |
| Vitória                                                                                    | 12–0   | Gerardo Cesar Prieto   | TKO  | 3 (4), 1:52   | 2006-05-17 | Mohegan Sun, Uncasville, Connecticut                       |                                                              |
| Vitória                                                                                    | 11–0   | Horatio García         | RTD  | 3 (8), 3:00   | 2006-04-14 | Agua Caliente Casino, Rancho Mirage, California            |                                                              |
| Vitória                                                                                    | 10–0   | Jonathan Tubbs         | TKO  | 3 (8), 2:44   | 2006-02-03 | Northern Quest Resort & Casino, Airway Heights, Washington |                                                              |
| Vitória                                                                                    | 9–0    | Taronze Washington     | KO   | 1 (8), 2:50   | 2005-12-03 | Mandalay Bay Resort & Casino, Las Vegas, Nevada            |                                                              |
| Vitória                                                                                    | 8–0    | Maurice Chalmers       | TKO  | 1 (6), 1:36   | 2005-11-04 | Buffalo Run Casino & Hotel, Miami, Oklahoma                |                                                              |
| Vitória                                                                                    | 7–0    | William Johnson        | KO   | 1 (4), 1:36   | 2005-10-01 | St. Pete Times Forum, Tampa, Florida                       |                                                              |
| Vitória                                                                                    | 6–0    | Anthony Little         | TKO  | 6 (6), 1:36   | 2005-06-09 | Grand Ballroom, New York, New York                         |                                                              |
| Vitória                                                                                    | 5–0    | Tim Himes              | TKO  | 1 (6), 2:10   | 2005-05-06 | Foxwoods Resort Casino, Mashantucket, Connecticut          |                                                              |
| Vitória                                                                                    | 4–0    | Daniel Neal            | UD   | 4             | 2005-02-24 | Hammerstein Ballroom, New York, New York                   |                                                              |
| Vitória                                                                                    | 3–0    | Edgar Galvan           | TKO  | 1 (4), 1:59   | 2005-01-28 | Hammerstein Ballroom, New York, New York                   |                                                              |
| Vitória                                                                                    | 2–0    | Joseph Benjamin        | UD   | 4             | 2005-01-21 | Mohegan Sun, Uncasville, Connecticut                       |                                                              |
| Vitória                                                                                    | 1–0    | Michael Robinson       | TKO  | 3 (4), 2:15   | 2004-12-04 | Barton Coliseum, Little Rock, Arkansas                     | Estreia profissional.                                        |